# فوجیتا یوکوکو
فوجیتا یوکوکو (به ژاپنی: 藤田幽谷 Fujita Yūkoku); ۲۹ مارس ۱۷۷۴ – ۲۹ دسامبر ۱۸۳۶) یک سامورایی محقق مکتب میتو اهل ژاپن بود.